# Cocobeach
Cocobeach és una ciutat gabonesa i alhora equatoguineana. És la capital del departament gabonès de Noya. Està situada al nord-oest de la província d'Estuaire, Gabon; i al sud-oest de la província del Litoral, a Mbini, la part continental de Guinea Equatorial.
Es localitza geogràficament entre els 0° 59′ N i els 9° 36′ E, prop de la frontera amb Guinea Equatorial. Aquest país va arribar a un acord diplomàtic amb la seva veïna Gabon, al novembre de 2006, per compartir la ciutat (incloent-hi el llogaret de Bogofala situat al nord) com a port costaner comú. Cocobeach, en trobar-se a l'altre costat del riu Muni, és una ciutat que confronta amb les costes de Gabon, on es fa la major part del comerç d'aquest país. La ciutat es troba a una altitud de 252 metres.
Al cens del 1993, es va registrar una població de 1.200 habitants, mentre que es va estimar que la població arribaria a 1.728 habitants al gener del 2007.A partir del 2013, la població s'estimava en 2.591.
L'acord entre Gabon i Guinea Equatorial per a l'ús compartit de la localitat va portar amb si canvis relatius tant en el ciutadanatge dels habitants com en les llengües oficials. Els dos idiomes oficials són el francès (llengua oficial del Gabon) i el castellà (llengua oficial a Guinea Equatorial). Els habitants de Cocobeach nascuts abans de l'acord de novembre de 2006 mantenen la nacionalitat gabonesa, mentre que els que són nats posteriorment gaudeixen de la doble nacionalitat, gabonesa i equatoguineana.
Una ciutat que va tenir el mateix estatus de Cocobeach, amb sobirania compartida per a dos països alhora, va ser Walvis Bay, que va ser tant sud-africana com namibiana. Actualment pertany solament a Namíbia.